# Coelocorynus ruteri
Coelocorynus ruteri är en skalbaggsart som beskrevs av Franz Antoine 2003. Coelocorynus ruteri ingår i släktet Coelocorynus och familjen Cetoniidae. Inga underarter finns listade i Catalogue of Life.